# Meggyespuszta
Meggyespuszta külterületi településrész Magyarországon, Veszprém vármegyében, a megyeszékhely közelében, de már Szentkirályszabadja község közigazgatási területén.

## Fekvése
Szentkirályszabadja közigazgatási területének nyugati széle közelében fekszik, a település központjától számítva nagyjából 4 kilométer távolságra, nem messze a 73-as főút Felsőörsre és Alsóörsre vezető leágazásától, attól már keleti irányban.

## Jellege
Területén elsősorban mezőgazdasági jellegű (készenléti, szolgálati) lakóhelyek és tanyák találhatók. Lakónépessége egy pontosan nem ismert keltezésű, feltehetőleg a 2010-es évekből származó adat szerint hozzávetőleg 21 fő, a területén található lakások száma pedig körülbelül 9 darab. Postai irányítószáma 8225, a vezetékes telefon körzetszáma 88, KSH statisztikai azonosítója pedig 16267 (mindhárom szám azonos Szentkirályszabadja megfelelő adatával).

## Megközelítése
1908-as létesítésétől 1972-es, végleges megszüntetéséig Meggyespusztát érintette a Alsóörs–Veszprém-vasútvonal, amelynek 
megállóhelye (Meggyespuszta megállóhely) volt itt, illetve ez a megállóhely 1969 és 1972 között, az alsóörsi vonalszakasz bezárásával a vonal déli végállomása is volt. Azóta a településrész megközelítése körülményes, mivel szilárd burkolatú útja sincsen; a 7219-es út felől mezőgazdasági úton érhető el.